# Romeo-Irrtum (Naturschutzbiologie)
Als Romeo-Irrtum oder Romeo-und-Julia-Effekt (englisch auch: Romeo Error, Romeo's Error, Romeo Effect, Romeo and Juliet Effect oder Extinction by Assumption) ist in der Naturschutzbiologie das Phänomen bekannt, dass eine verfrüht erfolgte Aufgabe einer biologischen Art zum Außerkraftsetzen der Schutzbemühungen für diese Art und infolgedessen erst zu ihrer tatsächlichen Ausrottung führen kann.

## Name und Definition

### Namensherkunft
Die Benennung des Phänomens erfolgte nach Nigel Collar (Collar, 1998) in Anlehnung an das Konzept des vermeidbaren Todes der Protagonisten in der Tragödie Romeo und Julia von William Shakespeare, in dem Romeo die von ihm geliebte Julia fälschlicherweise für tot hält, obwohl er sie tatsächlich hätte wiederbeleben können, worauf er sich aus Verzweiflung das Leben nimmt. Daraufhin nimmt sich Julia ihrerseits aus Verzweiflung über den Tod Romeos das Leben, so dass von einer „selbsterfüllenden Prophezeiung“ gesprochen werden kann.

### Definition und Synonyme
Die Vorgänge der literarischen Vorlage können zwar nicht gänzlich stimmig auf die Verwendung des Begriffs im Artenschutz übertragen werden. Der Name spielt aber über die literarische Anlehnung darauf an, dass Naturschützer in der Praxis vermeiden müssen, fälschlicherweise vom Aussterben einer Art auszugehen und daraufhin ihre Bemühungen zur Rettung dieser Art verfrüht einzustellen. Denn in Analogie zum tragischen Vorbild von Shakespeares „Romeo“ und dessen „Julia“ können Naturschützer eine biologische Art (oder ein anderes Taxon) aufgeben, wenn diese irrtümlicherweise für ausgestorben gehalten wird. Denn sozusagen als „tragische“ Folge dieses Irrtums könnte das endgültige Aussterben der Art, die tatsächlich noch überlebt hatte, beschleunigt werden, beispielsweise wenn ein für die Art überlebensnotwendiges Habitat nun nicht mehr länger unter Schutz gestellt bleibt.
Ein Romeo-Irrtum im Sinne der Naturschutzbiologie entsteht also, wenn die Erhaltungsbemühungen für eine Art aufgrund ihrer fälschlichen Einordnung als ausgestorben aufgegeben werden, obwohl die Art noch existiert und es zur Arterhaltung tatsächlich noch nicht zu spät wäre. Die irrige Annahme, dass eine Art ausgestorben sei, kann somit zur selbsterfüllenden Prophezeiung werden.
Unter Romeo-und-Julia-Effekt oder Romeo-Irrtum wird dementsprechend verstanden, dass eine Art zu früh aufgegeben und damit zu ihrer tatsächlichen Auslöschung beigetragen wird.
In der englischsprachigen Literatur ist daher neben Romeo Error, Romeo Effect und Romeo and Juliet Effect auch die Bezeichnung Extinction by Assumption zu finden. In der französischen Übersetzung der Richtlinien zum Gebrauch der Roten Liste gefährdeter Arten der Weltnaturschutzunion (IUCN) wird die Form l’erreur de Roméo verwendet, in der spanischen Übersetzung die Form error de Romeo.
Die Definition des Terminus Romeo-Irrtum und seiner Synonyme wird häufig für die biologische Art (wissenschaftlich: species) formuliert, doch kann sich das Phänomen auch auf Populationen oder Bestände anderer taxonomischer Ränge auswirken und ist schon bei Prägung des Begriffs durch Collar (1998) auch auf andere Taxa wie Unterarten (wissenschaftlich: subspecies) bezogen worden.

### Begriffliche Abgrenzung
Das Phänomen, dass Arten vorzeitig als ausgestorben erklärt wurden oder werden, ist so verbreitet, dass es zu verschiedenen Begriffsbildungen wie „Romeo-Irrtum“ (im Sinne von Collar, 1998) und „Lazarus-Effekt“ (im Sinne von Keith & Burgman, 2004) geführt hat. Beides, also sowohl der Romeo-Irrtum als auch der Lazarus-Effekt, sind Fälle einer irrtümlichen Einordnung in die Gefährdungskategorie „ausgestorben“. Sie behandeln jedoch verschiedene Seiten der Problematik des Datenmangels im Bereich der Biodiversität, denn sie befassen sich mit unterschiedlichen Aspekten dieser Problematik und beschreiben unterschiedliche Folgen daraus.
Das Phänomen des Romeo-Effekts oder Romeo-Irrtums (im Sinne von Collar, 1998), der sich auf die Auswirkungen auf die Artenschutzbemühungen bezieht und das verfrühte Aufgeben eines Taxons durch den Natur- oder Artenschutz behandelt, ist dabei also begrifflich zu trennen von dem in der Naturschutzbiologie als Lazarus-Effekt bekannten Phänomen (im Sinne von Keith & Burgman 2004), das sich auf den Wechsel in der Zusammensetzung von Listen ausgestorbener Arten aufgrund von Änderungen im Wissen über die als ausgestorben geltenden Arten oder Populationen bezieht (etwa auf Basis von Verbesserungen im Wissen über ihre Taxonomie oder Verbreitung) und die Entfernung eines Taxons aus der Liste der ausgestorbenen Taxa behandelt. Bei dieser als Lazarus-Effekt bezeichneten Wiederentdeckung von Arten, die in der Roten Liste der IUCN bereits als „ausgestorben“ aufgeführt wurden, handelt es sich um eine recht häufige Erscheinung mit hunderten beschriebenen Fällen allein im Bereich der Amphibien, Vögel und Säugetiere. Auf die Bedeutung der Erforschung der „Lazarus-Arten“ für den Artenschutz hat schon 1998 Collar im Rahmen seiner Definition des „Romeo-Irrtums“ hingewiesen.
Entsprechend ist das Phänomen des Romeo-Irrtums auch begrifflich zu trennen von dem in der Paläontologie als Lazarus-Effekt bezeichneten Phänomen (im Sinne von Wignall & Benton, 1999), das das lediglich vorübergehende Nichterscheinen von Taxa aus dem Fossilbericht beschreibt, also auch in gewisser Weise eine Art Wiederauffinden von zwischenzeitlich ausgestorben erschienenen Taxa.

## Hintergrund
Hintergrund des Phänomens ist, dass einerseits der Nachweis der Nichtexistenz einer in der Vergangenheit nachgewiesenen Art oder Form (also das Verschwinden des letzten Exemplars einer Biospecies oder Taxons) aus wissenschaftlicher Sicht grundsätzlich unmöglich und eine einem Nachweis der Nichtexistenz nahekommende Beweisführung aufwändig ist und immer probabilistischen Wesens ist, andererseits aber ein vorzeitiges Aufgeben einer Art die noch bestehenden Schutzbemühungen entkräften könnte, die für den Erhalt dieser Art notwendig wären, so dass die fälschliche Gefährdungsstufen-Einordnung der Art als „ausgestorben“ (englisch: extinct) in der von der IUCN publizierten Roten Liste gefährdeter Arten zur tatsächlichen Ausrottung der Art führen könnte.
Denn Rote-Liste-Bewertungen üben Einfluss auf politische Entscheidungen aus. So kann die Auflistung von Arten in den Hochrisikokategorien CR („vom Aussterben gefährdet“), EN („stark gefährdet“) oder VU („gefährdet“) Finanzmittel und Aufmerksamkeit für den Naturschutz erhöhen, während umgekehrt für den Fall, dass die Menschen eine von ihnen unter Schutz gestellte Art (oder ein Taxon) fälschlicherweise für ausgestorben halten, dieser Fehler dazu führen kann, dass im Rahmen nationaler oder internationaler Arten- oder Naturschutzbestimmungen jeglicher besondere gesetzliche Schutz für diese Art (oder dieses Taxon) oder ihren Lebensraum aufgehoben wird oder ein Mangel an angemessenen und rechtzeitigen Erhaltungsbemühungen resultiert, der in der Folge das tatsächliche Aussterben der Art (oder des Taxons) auslöst. Wenn durch die irrtümliche Erklärung einer Art als „ausgestorben“ gesetzliche Bestimmungen für gefährdete Arten nicht mehr gelten, führt das beispielsweise dazu, dass die besonders hohe Motivation entfällt, überlebensnotwendige Habitate für diese Arten zu erhalten. Wenn durch die Einschätzung einer unentdeckten oder wenig bekannten Art als „ausgestorben“ der Schutz ihres Habitats verhindert wird, beschleunigt dies so wahrscheinlich die Ausrottung der Art. Die irrtümliche Erklärung einer Art für „ausgestorben“ kann somit nicht nur rechtliche, sondern auch biologische Konsequenzen haben.
Einer der möglichen Gründe dafür, dass die verfrühte Einschätzung einer Art als ausgestorben sich auch in der Praxis negativ auf ihren Artenschutz auswirken kann, ist, dass keine Finanzmittel für Forschungszwecke an offiziell als ausgestorben deklarierte Arten an Biologen vergeben werden. Der Umstand, dass eine für ausgestorben erklärte Art nicht mehr geschützt werden kann, führt dazu, dass die irrtümliche Annahme des Aussterbens irreparablen Schaden für Naturschutz und Biodiversität mit sich bringen kann. So werden im Fall eines Romeo-Irrtums die Erhaltungsfinanzierung, der Lebensraumschutz und selbst die Erfassung für die Tierart eingestellt, bevor es tatsächlich zu spät zur Arterhaltung ist. Ressourcen werden für andere Zwecke umgeleitet, wodurch die vom Aussterben bedrohte Art weitere Verluste erleidet.
Selbst wenn die Art daraufhin nicht ausstirbt, sondern später wiederentdeckt wird, müssen die Schutzmaßnahmen aufgrund der falschen Einordnung dann wieder am Anfang beginnen. Um die Beendigung von Schutzmaßnahmen infolge irrtümlicher Einordnungen von Arten als „ausgestorben“, also den Romeo-Irrtum, zu verhindern, werden biologische Felderhebungen zur Nachsuche verschwunden geglaubter Arten als entscheidende Instrumente des Natur- und Artenschutzes betrachtet. Viele der laut einer Literaturstudie (Scheffers und andere, 2011) 351 wiederentdeckten Wirbeltierarten, die bereits als weltweit ausgestorben erklärt oder über einen langen Zeitraum nicht mehr oder nur als Einzelfall bestätigt gesichtet worden waren, blieben der Studie zufolge auch nach ihrer Wiederentdeckung ernsthaft vom Aussterben bedroht – wie beispielsweise die inzwischen (IUCN, 2016) als „vom Aussterben bedroht“ eingestufte Australische-Dickschwanzrattenart Zyzomys pedunculatus oder der inzwischen (IUCN, 2017) als „ausgestorben“ eingestufte Oahu-Akialoa (Akialoa ellisiana) – und werden ohne aggressive Erhaltungsanstrengungen wahrscheinlich aussterben.
Um eine Art erhalten zu können, ist die Feststellung ihres Vorkommens also von herausragender Bedeutung. Wenn es dagegen zum Phänomen des Romeo-Irrtums kommt, wird die Entscheidung über Erhaltung oder Verlust einer bestimmten Art dem Zufall überlassen und nicht mehr gezielt vom Artenschutz beeinflusst. Da ein wirksamer Schutz von verfrüht als ausgestorben erklärten Arten nicht möglich ist, ist es für den Naturschutz von entscheidender Bedeutung, das Aussterben einer Art möglichst sicher nachzuweisen.

## Beispiele
Als maßgeblichste Grundlage, wie die Arten nach ihrem Aussterberisiko zu klassifizieren sind und welche Arten als rezent „ausgestorben“ einzuordnen sind, gilt die Rote Liste der IUCN, die über quantitative Schwellenwerte Aussagen zu Rückgang, Größe, Verbreitung und Bedrohung der Bestände einer Art transparent und falsifizierbar machen soll.
Die auf der Roten Liste am besten dokumentierte Organismen-Klasse sind die Vögel, für deren Erhaltungszustand beziehungsweise Gefährdungsstatus bereits mehrfach vollständige Bewertungen auf weltweiter Ebene von BirdLife International und IUCN veröffentlicht wurden. In der Ornithologie kam es auch zur intensivsten Beschäftigung mit Fragen, die Rückstufungen in der Gefährdungskategorie betreffen, sowie zum Versuch einer differenzierten Behandlung der Thematik, die durch eine Vielzahl spektakulärer Wiederentdeckungen verschollener und als ausgestorben eingestufter Vogeltaxa veranschaulicht werden kann.
Ob eine in der Roten Liste der IUCN vorzeitig als „ausgestorben“ aufgeführte Art daraufhin aufgrund des Romeo-Irrtums tatsächlich ausgestorben ist, lässt sich kaum sicher feststellen. Denn dies würde Kenntnisse der genaueren Umstände des Aussterbens voraussetzen wie etwa über den wirklichen Zeitpunkt des Aussterbens oder über den letzten das Aussterben verursachenden Faktor (beispielsweise ein Ereignis). Außerdem müsste auch bekannt sein, ob dieser letzte das Aussterben verursachende Faktor zu verhindern gewesen wäre, wenn die Art in der Roten Liste nicht als „ausgestorben“ (Gefährdungskategorie: EX), sondern als „vom Aussterben bedroht“ (Gefährdungskategorie: CR) oder in der (inzwischen bestehenden) Gefährdungskategorie CR(PE), also als „vom Aussterben bedroht (möglicherweise ausgestorben)“, aufgelistet worden wäre.
In jedem Fall jedoch können Beispiele für in der Roten Liste vorzeitig als „ausgestorben“ aufgeführte Tierarten genannt werden, deren Bestandsgefährdung infolge des Romeo-Irrtums zugenommen hat.

### Der Fall Cebu
Der meistzitierte Fall des Phänomens hat sich auf der philippinischen Insel Cebu zugetragen, die trotz ihrer Nähe zu den großen Inseln Negros und Bohol über eine derart eigentümliche Avifauna verfügt, dass sie auch als eigenständige biogeografische Region betrachtet wurde und als Endemic Bird Area eingestuft wird (1992 führte der International Council for Bird Preservation, ICBP, die Insel als eine von neun Endemic Bird Areas auf den Philippinen auf). Auf Cebu hatte jedoch so starke Abholzung stattgefunden, dass im 20. Jahrhundert mehrere auf der Insel autochthone Arten für ausgestorben erklärt wurden. Nach 1960 war Cebu in der Wissenschaft als Heimat endemischer Formen faktisch aufgegeben worden und das ornithologische Interesse weitgehend zum Erliegen gekommen. Insbesondere seit Ende der 1950er Jahre war es zu pessimistischen Prognosen und Einschätzungen zum Erhalt der 10 endemischen Vogel-Taxa (zwei Arten und acht Unterarten) auf Cebu gekommen, nachdem der Cebuaner Wissenschaftler D. S. Rabor (1959) eine Studie dazu veröffentlicht hatte, die 1962 vom ICBP neuaufgelegt wurde. Die neun nach Rabors Studie fehlenden Formen wurden in die vorläufigen Listen ausgestorbener Taxa verschiedener Autoren in den 1960er Jahren bis 1991 aufgenommen und einflussreiche Autoren wie Jared M. Diamond (1984) und Edward O. Wilson (1992) nutzten die „Cebu-Geschichte“ für ihre eigenen Darstellungen der globalen Naturschutzkrise.
Eine dieser vorzeitig für ausgestorben erklärten Arten Cebus und die erste Art, für die der Begriff „Romeo-Irrtum“ verwendet wurde, ist der zu den Singvögeln zählende Vierfarben-Mistelfresser (oder: Cebu-Blütenpicker; wissenschaftlich: Dicaeum quadricolor), der seit 1906 für ausgestorben erachtet wurde, dann aber 1992 – also nachdem er 86 Jahren nicht nachgewiesen worden war und bereits seit mindestens 40 Jahren als ausgestorben galt – in einem sehr kleinen Areal (das weniger als 2 oder 3 Quadratkilometer große und wohl letzte Restwaldfragment der Insel mit geschlossenem Kronendach) beim Dorf Tabunan wiederentdeckt werden konnte. Zum Zeitpunkt der Wiederentdeckung der Art drohte diesem letzten Waldfragment der Insel die vollständige Vernichtung, was wahrscheinlich zum tatsächlichen Aussterben des Vierfarben-Mistelfressers und anderer endogener Vogelarten geführt hätte. Nach Ansicht der Wissenschaftler hätten die Populationsbestände dieser heute vom IUCN als vom Aussterben bedroht (“critically endangered”) eingestuften Vogelart wahrscheinlich weitaus gesicherter sein können, wenn die Bemühungen zum Schutz der Art und ihres Lebensraums nicht Jahrzehnte zuvor infolge seiner fälschlichen Einordnung als „ausgestorben“ aufgegeben worden wären. Denn in dem Zeitraum, als der Vierfarben-Mistelfresser und sein Habitat aufgrund des Romeo-Irrtums ungeschützt blieben, hatten Naturschützer auf den Philippinen für andere Endemiten sehr wohl schützende Eingriffe vorgenommen. Zudem kann vermutet werden, dass das Wissen um das Überleben des Vierfarben-Mistelfressers in den durch sein übereilte Einstufung als ausgestorbene Art ungenutzt verstrichenen Jahrzehnten als Flaggschiffart Aufmerksamkeit und Bemühungen zum Schutz der Arten und Artenvielfalt von Cebu aufrechterhalten hätte.
Sechs Vogeltaxa auf Cebu blieben verschollen und wurden als warnende Beispiele für „selbsterfüllende“ Einstufungen von Tierarten als ausgestorben bezeichnet. Der Fall der Insel Cebu gilt als illustrierendes Beispiel für die zuvor unerkannte Gefahr im Artenschutz durch unkritische Akzeptanz von Einstufungen und Vermutungen biologischer Arten als „ausgestorben“.

### Weitere Beispiele für Tiere
| Trivialname des Taxons | Wissenschaftlicher Name    | Jahr der Wiederentdeckung | Als ausgestorben erachtet *) | Rote-Liste-Kategorie | Land oder Staat | Quellen                  |
| --- | -------------------------- | ------------------------- | ---------------------------- | -------------------- | --------------- | ------------------------ |
| Komoren-Quastenflosser | Latimeria chalumnae        | 1938                      | 70 Mio. Jahre                | CR                   | Südafrika       | Amemiya & al. (2013)     |
| Manado-Quastenflosser | Latimeria menadoensis      | 1997                      | 70 Mio. Jahre                | VU                   | Indonesien      | Amemiya & al. (2013)     |
| Bermudasturmvogel | Pterodroma cahow           | 1951                      | 300 Jahre                    | EN                   | Bermuda         | Madeiros (2005)          |
| | Phoboscincus bocourti      | 2003                      | 131 Jahre                    | CR                   | China           | Caut & al. (2013)        |
| Arakan Forest Turtle | Heosemys depressa          | 1994                      | 119 Jahre                    | CR                   | China           | Hance (2015)             |
| Rotschopf-Baumratte | Santamartamys rufodorsalis | 2011                      | 113 Jahre                    | CR                   | Kolumbien       | ProAves (2011)           |
| Blewittkauz | Athene blewitti            | 1997                      | 113 Jahre                    | EN                   | Indien          | King & Rasmussen (1998)  |
| Schwarzschwanz-Luzon-Baumratte | Carpomys melanurus         | 2008                      | 112 Jahre                    | DD                   | Philippinen     | Heaney (2011)            |
| Mahagoni-Gleithörnchenbeutler | Petaurus gracilis          | 1989                      | 103 Jahre                    | EN                   | Australien      | Jackson & Diggins (2021) |
| Rötliche Baummaus | Rhagomys rufescens         | 2002                      | ~ 100 Jahre                  | VU                   | Brasilien       | Pinheiro & al. (2004)    |
| Gilbert-Kaninchenkänguru | Potorous gilbertii         | 1994                      | ~ 100 Jahre                  | CR                   | Australien      | Sinclair & al. (1996)    |
| Bornean Rainbow Toad | Ansonia latidisca          | 2011                      | 87 Jahre                     | EN                   | Borneo          | Bryner (2011)            |
| Felsgleithörnchen | Eupetaurus cinereus        | 1996                      | 72 Jahre                     | EN                   | Pakistan        | Zahler (1996)            |
| Cave Splayfoot Salamander | Chiropterotriton mosaueri  | 2010                      | 69 Jahre                     | CR                   | Mexiko          | Black (2010)             |
| Hörnchenbeutler | Gymnobelideus leadbeateri  | 1961                      | 52 Jahre                     | CR                   | Australien      | Lindenmayer & al. (1991) |
| Südinseltakahe | Porphyrio hochstetteri     | 1948                      | 50 Jahre                     | EN                   | Neuseeland      | Maxwell (2013)           |
| Nimba-Berg-Riedfrosch | Hyperolius nimbae          | 2010                      | 43 Jahre                     | EN                   | Elfenbeinküste  | Black (2010)             |
| Negros Naked-backed Fruit Bat | Dobsonia chapmani          | 2001                      | 37 Jahre                     | CR                   | Philippinen     | Waldien (2020)           |
| Romer's Treefrog | Liuixalus romeri           | 1984                      | 31 Jahre                     | EN                   | Hongkong        | Elbein (2017)            |
| Quito Stubfoot Toad | Atelopus ignescens         | 2017                      | 30 Jahre                     | CR                   | Ecuador         | Bello (2017)             |
| Kaspischer Tiger | Panthera tigris virgata    | 1970                      | ~ 20 Jahre                   | EX                   | Türkei          | Can & D’Cruze (2022)     |
| Streifenhyäne | Hyaena hyaena              | 2001                      | ~ 20 Jahre                   | VU                   | Türkei          | Can (2002)               |
| Quelle für die Auswahl der Beispiele und die Einträge in der Tabelle (inklusive der Spalte „Quellen“), sofern nicht anders angegeben: Özgün Emre Can, Neil D’Cruze: Cognitive biases can play a role in extinction assessments: The case of the Caspian tiger. In: Frontiers in Ecology and Evolution. Band 10, 2022, 1050191. |                            |                           |                              |                      |                 |                          |

Der Fall Cebu ist kein Einzelfall. Weitere Fälle resultieren daraus, dass die Feststellung des Aussterbens einer Art außerordentlich schwierig sein kann.
- Karolinasittich (Conuropsis carolinensis): die Vermutung seines Aussterbens im frühen 20. Jahrhundert führte zum Übersehen seines wahrscheinlichen Fortbestands, der sich durch umfangreiche Beobachtungen von Einheimischen bis in die 1950er und möglicherweise 1960er Jahre belegen lässt.[2] Inzwischen gilt sie jedoch als tatsächlich ausgerottet (IUCN, 2021).[125]
- Kaspischer Tiger (Panthera tigris virgata): der Fortbestand bis in die jüngste Zeit dieser um das Kaspische Meer in der Türkei, im Iran und in Zentralasien bis in das Tarimbecken und die Taklamakan-Wüste in Xinjiang beheimateten Unterart des Tigers[128][129] wurde erst im Jahr 1970 durch die Tötung eines Jungtiers beim in der Türkei gelegenen Uludere (zugleich als letzter konkreter Nachweis der Unterart geltend) bekannt.[2][129] Die Unterart hat in der Region Türkei höchstwahrscheinlich bis in die 1980er[127] oder 1990er Jahre überlebt,[2][49] war aber bereits Anfang der 1970er Jahre[49] von Wissenschaftlern vorzeitig für ausgestorben erklärt worden.[127] Im Jahr 2003 stufte die IUCN die Unterart offiziell als „ausgestorben“ ein,[2] was zuletzt 2011 offiziell bestätigt wurde (IUCN, 2011).[126]

- Hörnchenbeutler (Gymnobelideus leadbeateri): Die 1867 beschriebene Art galt seit Beginn des 20. Jahrhunderts als ausgestorben, wurde 1961 wiederentdeckt und später in Australien aufgrund des im 20. Jahrhundert erfolgten und für die Zukunft erwarteten Lebensraumverlustes als gefährdet eingestuft. Es gilt als wahrscheinlich, dass die inzwischen zum Erhalt der Art erfolgten Änderungen in der Waldbewirtschaftung früher erfolgt wären, wenn die Art nicht verfrüht als ausgestorben eingestuft worden wäre. Die Auffassung, dass die Art verloren sei, hatte dazu geführt, dass viele Primärwälder, an deren Existenz der Hörnchenbeutler ökologisch gebunden ist, abgeholzt wurden. Der Fall des Hörnchenbeutlers eignet sich zur Veranschaulichung der naturschutzbiologischen Kosten in Form des in der englischsprachigen Fachliteratur „closed umbrella“ effect genannten Effekts, den eine irrtümliche Auflistung einer Flaggschiffart oder Schirmart (englisch: umbrella species) in die Gefährdungskategorie „ausgestorben“ durch die anschließende Beendigung der Erhaltungsmaßnahmen (also den Romeo-Effekt) verursachen kann. Denn an die Primärwälder, deren Erhaltung mit Aufgabe des Hörnchenbeutlers beendet wurde, sind auch viele andere Arten gebunden, die durch die Vernichtung dieses Lebensraums entsprechend negative Folgen erlitten und die von der Erhaltung dieses Hörnchenbeutler-Habitats möglicherweise profitiert hätten.[46] Gegenwärtig wird der Hörnchenbeutler als „vom Aussterben bedroht“ geführt (IUCN, 2016).[112]
- Schwarzfußiltis (Mustela nigripes): die einst in der nordamerikanischen Prärie verbreitete und eng an die Kolonien der Präriehunde (Gattung Cynomys) gebundene Raubtierart konnte sich nach der Umwandlung der ursprünglichen Prärie in artenarme Getreidemonokulturen auf umgebrochenen Böden nicht im Biotop halten.[131] Sie wurde nach ihrem erklärten Aussterben (um 1950) zwar 1964 in der Nähe Präriehundkolonie in South Dakota wiederentdeckt, doch ging die kleine Population nach dem Ende der Präriehundkolonie 1974 wieder zugrunde, einschließlich der neun aus ihr zur Vermehrung in Gefangenschaft entnommenen Schwarzfußiltisse.[131][132] Aufgrund des Aussterbens dieser letzten bekannten Schwarzfußiltispopulation und der Vergeblichkeit intensiver Nachsuche wurde die Art 1980 vom FWS als unrecoverable (ein Euphemismus für extinct) und somit erneut als ausgestorben eingestuft,[132] bis 1981 jedoch die zufällige Wiederentdeckung der Art durch Fund einer Population in Wyoming erfolgte[132][133] nachdem dort ein Schwarzfußiltis von einem Bauernhofhund getötet, sein Kadaver vom Hundehalter zu einem Präparator gebracht und das Fortbestehen der Art schließlich physisch nachgewiesen wurde,[132][2] worauf Schutzbemühungen in Gang gesetzt wurden, die zur Erholung der Bestände führten.[2][131] Gegenwärtig wird die Art als „stark gefährdet“ geführt (IUCN, 2015).[130]

- Elfenbeinspecht (Campephilus principalis): seit den 1920er Jahren mehrfach verloren gegangen geglaubte und wiederentdeckte Art. Die letzte offizielle Sichtung erfolgte 1944, doch wurden erneut Hinweise auf ein mögliches Fortbestehen der Art gemeldet.[135] Die Art wurde offiziell als „vom Aussterben bedroht“ eingestuft (IUCN, 2020).[134] – Diese möglicherweise ausgestorbene Art gilt als Beispiel der charismatischen Megafauna (Flaggschiffart)[136][137] und hat im Zuge der Frage über ihr Aussterben sowohl im akademischen wie auch im Amateurbereich viel Aufmerksamkeit von Ornithologen erhalten.[136] Der Elfenbeinspecht steht exemplarisch für Arten, die mit kultureller Bedeutung aufgeladen sind und daher an das Gewissen der Menschen rühren, ob nicht länger Naturschutzmaßnahmen zur Erhaltung der Art hätten ergriffen werden sollen.[138] Andererseits war seine zwischenzeitliche Wiederentdeckung von Umweltskeptikern genutzt worden,[139][140] um die unter Ökologen vorherrschende Ansicht in Frage zu stellen, dass der Erde eine globale anthropogene Massenaussterben-Krise bevorsteht.[140] Ron Rohrbaugh (Cornell Lab of Ornithology), der im April 2004 die Sichtung eines Elfenbeinspechts in Arkansas gemeldet hatte, warnte im Jahr 2010 davor, aus dem Fehlen neuerer erhärtender Belege für seine und andere zurückliegenden Sichtungen der Vogelart voreilig die Ausrottung des Elfenbeinspechts zu schlussfolgern und begründete dies mit den drohenden tiefgreifenden negativen Folgen eines Romeo-Irrtums, da die Art den Schutz vor direkten Schäden und insbesondere vor dem Verlust ihres Lebensraums verlieren würde, wenn sie von der Liste der als critically endangered eingestuften Arten in die Liste der als presumed extinct betrachteten Arten verschoben würde.[141] Andererseits wurde der Fall des Elfenbeinspechts, der nach seiner angeblichen Wiederentdeckung im Jahr 2004 trotz fünf Jahre andauernder intensiver Suche nicht mehr entdeckt wurde und für dessen Erhaltung ein hoher finanzieller Aufwand betrieben wurde, in der Wissenschaft aber auch als eindrückliches jüngeres Beispiel dafür genannt, dass aus dem Unterlassen der Aufführung einer ausgestorbenen Art in die Gefährdungskategorie „ausgestorben“ Kosten für den Naturschutz resultieren, insbesondere in Form eines vergeudeten Investierens von Ressourcen für Erhaltungsmaßnahmen in eine bereits ausgestorbene Art. Selbst wenn von diesen Erhaltungsmaßnahmen andere Arten profitieren sollten, könnten die Ressourcen in einem solchen Fall jedoch wohl effizienter eingesetzt werden. Für den Fall, dass die Art nach einiger Zeit doch als ausgestorben bestätigt wird, könnte es – ähnlich wie beim Lazarus-Effekt – zum Reputations- und Glaubwürdigkeitsverlust des Naturschutzes kommen.[46]

Bei den Großkatzen kann die verfrühte Einstufung als „ausgestorben“ und der möglicherweise schwere Schaden in der Arterhaltung im Sinne des Romeo-Effektes dadurch verursacht werden, dass Vertreter dieser Unterfamilie in ihrem Lebensraum oftmals nur schwer aufzufinden sind, insbesondere bei kleinen Populationen und vielfach unterstützt durch die Beschaffenheit ihrer spezifischen Habitate. Neben dem Kaspischen Tiger existierten auch Berberlöwe (Panthera leo leo, die letzte Bestätigung eines in der Wildbahn lebenden Exemplars erfolgte 1943 durch seinen Abschuss) und Berberleopard (Panthera pardus panthera, seit 1994 liegen keine verlässlichen Belege für seine Existenz mehr vor) noch Jahrzehnte nach ihrer Einstufung als „ausgestorben“ und hätten somit unter den Bedingungen des zu dieser Zeit bereits proaktiv ausgerichteten Naturschutzes offenbar vor dem Aussterben gerettet werden können. Wie beim Kaspischen Tiger war es auch beim Berberlöwen, aufgrund der Annahme, die Unterart sei bereits ausgestorben, nicht möglich, etwas zum Schutz der verbliebenen Bestände zu unternehmen. Der Berberlöwe ist zugleich ein Beispiel dafür, dass auch Taxa, deren Vertreter beachtliche Körpergröße erreichen, zu Unrecht für ausgestorben erklärt wurden. Wie der Kaspische Tiger steht der Berberlöwe exemplarisch dafür, dass die Feststellung des Aussterbens eines Taxons selbst bei solchen Formen außerordentlich schwierig sein kann, die über eine beachtliche Körpergröße verfügen und vermutlich leichter zu identifizieren sein sollten.

### Pflanzen
Der Fehler, einen Organismus irrtümlich als ausgestorben einzustufen, tritt besonders häufig bei Pflanzenarten auf. Nicht nur bestehende Wissenslücken können zu einem solchen Fehler bei Organismen beitragen, sondern auch bestimmte biologische und ökologische Eigenschaften von Pflanzen, die ihnen insbesondere in Samen- und Sämlingsbanken ein jahrzehntelanges Überdauern in einem Ruhezustand ermöglichen.
Für den Bereich der Pflanzen liegen Untersuchungen für Brasilien vor, nach denen 3 der 13 Arten, die in den Roten Listen für Brasilien bereits entweder als „ausgestorben“ (Rote-Liste-Kategorie: EX) oder als „in der Natur ausgestorben“ (Rote-Liste-Kategorie: EW) eingestuft wurden, als Romeo-Irrtum einzustufen sein sollen, während für die anderen zehn Fälle (sieben in Kategorie EX eingestuft und drei in Kategorie EW eingestuft) keine ausreichende Datengrundlage vorliege.
Obwohl die Bewertung des Aussterberisikos ein wichtiges Instrument für den Pflanzenschutz darstellt, können Fehleinschätzungen negative Folgen für das Überleben von Pflanzenarten haben, wenn es bei der Einstufung einer tatsächlich noch existierenden Pflanzenart als ausgestorben zum Romeo-Irrtum kommt und alle Mechanismen des bestehenden rechtlichen Schutzes aufgehoben werden.

## Bedeutung und Folgen
Der Romeo-und-Julia-Effekt (im Sinne von Collar, 1998) ist zusammen mit dem Lazarus-Effekt (im Sinne von Dawson et al., 2006) eines der beiden Konzepte, die von Wissenschaftlern berücksichtigt werden müssen, um Sichtungen von Laien verwerten zu können, um unangebrachte Skepsis zu vermeiden und um unbestätigte Berichte einer kritischen und sinnvollen Evaluation zu unterziehen. Eine solche sinnvolle Evaluation durch qualifizierte Personen mit genauen Kenntnissen des betreffenden Taxons kann unter anderem dazu dienen, dem sogenannten thylacine effect (im Sinne von Macphee & Flemming, 1999) entgegenzuwirken, mit dem die Tendenz bezeichnet wird, dass von dem Fortbestehen einer Art (oder eines Taxons) ausgegangen wird, wenn unbestätigte Berichte zu Sichtungen dieser Art (oder dieses Taxons) in großer Häufigkeit erfolgen, und der wie der „Romeo-Irrtum“ (im Sinne von Collar, 1998) und die „Lazarus-Arten“ (im Sinne von Dawson und Andere, 2006) zu den aktuellen biologischen Problemen im Bereich des Naturschutzes gehört. Sinkt der Bestand einer Tierart unter eine Schwelle, ab der die Beobachtung von Individuen der Art deutlich reduziert und erschwert ist, sind Meldungen über ein mögliches Vorkommen der Art in der Regel ebenfalls erschwert und werden von Zoologen daher häufig als unzuverlässig betrachtet.

### Konflikt zwischen Vorsorgeprinzip und Gefahr einer Unterschätzung der Aussterberate
Die Kenntnis des Phänomens bedeutet für im Naturschutz tätige Biologen, dass sie für die Bewertung der Frage, ob ein Taxon ausgestorben ist, zwischen den Prinzipien Skepsis und Hoffnung abwägen müssen. Einerseits erfordert eine wissenschaftliche Überprüfung kritische Skepsis, so dass Meldungen über neue Sichtungen des Taxons (beispielsweise in der Faunistik) einer hohen Beweislast unterliegen sollten. Andererseits erzeugen wissenschaftliche Werte eine Tendenz zur Hoffnung auf das Erscheinen neuer Nachweise des Taxons und das Vorsorgeprinzip legt den Naturschützern nahe, dass sie für ihre Entscheidungen im Zweifel vom weiteren Bestehen seiner Existenz ausgehen sollten. Wenn aber die Schwelle, ab der das Aussterben einer Art als gesichert betrachtet werden kann, unerreichbar hoch angesetzt wird und die gutachtenden Autoren es infolgedessen „nicht wagen, Arten für ausgestorben zu erklären“ und daher Arten, die die Kriterien zur Auflistung in der Kategorie „ausgestorben“ erfüllen, nicht in dieser Kategorie aufgelistet werden, führt dies mit einiger Wahrscheinlichkeit zu einer Unterschätzung der Aussterberate, möglicherweise zu einer deutlichen.
Die Befürchtung, einen Romeo-Irrtum zu begehen, hat inzwischen zu einer tiefen Sensibilisierung geführt und droht ihrerseits, sich insbesondere bei kleinen und wenig bekannten Arten nachteilig auszuwirken. Diese Angst kann durch die regelmäßig erfolgende Wiederentdeckung seltener Arten verstärkt werden, von denen einige über 100 Jahre lang nicht mehr nachgewiesen worden waren. Auch die  Entdeckung lebender Individuen von Arten, die zuvor nur aus Fossilien bekannt waren – wie der bekannte Fall der Quastenflosser – kann diese Angst verstärken.
Das Phänomen des Romeo-Irrtums führt dazu, dass ein Konflikt zwischen den beiden Zielen der Roten Liste der IUCN besteht, die mit ihren Angaben zum einen zur Überwachung der Aussterberate dient, zum anderen aber auch zur Festlegung derjenigen Arten, für die keine Investitionen in ihren Schutz mehr gerechtfertigt scheinen. Der Konflikt besteht darin, dass einerseits ein Nichtanerkennen des Aussterbens einer Art zu einer Unterschätzung der Aussterberate beiträgt, andererseits zur Vermeidung des Romeo-Irrtums aber auch eine vorzeitige Einordnung der Art als „ausgestorben“ verhindert werden soll, weil sonst der Entzug des Erhaltungsbemühungen für eine noch existente, aber vom Aussterben bedrohte Art droht. Diese Problematik, wann der angemessene Zeitpunkt dafür ist, eine Art für „ausgestorben“ zu erklären, wurde in der Literatur auch als „Romeo-Problem“ angesprochen.
Beim Prinzip, die Hoffnung auf Arten aufrechtzuerhalten, für deren Fortbestehen keine jüngeren Belege mehr vorliegen, ergibt sich eine Problematik. Denn es gehört zu den grundlegenden Zielen des Naturschutzes, Erkenntnis über das Ausmaß des globalen Rückgangs der Artenvielfalt zu erlangen. Die Listen ausgestorbener Arten spielen dabei eine wichtige Rolle als „Weckrufe“ zur Sensibilisierung gegenüber dem Artensterben und beruhen darauf, Arten nach Verstreichen einer bestimmten Zeitspanne seit der letzten Sichtung als „ausgestorben“ auszuweisen. Zugleich ist jedoch die Feststellung, ob eine Art ausgestorben ist oder noch existiert, äußerst problematisch und zwar umso mehr, je seltener eine Art wird.
Wenn man nun das Datum des Aussterbens auf beispielsweise 50 Jahre nach dem letzten Nachweis einer Art definiert, dann wird für die zurückliegenden 50 Jahre kein Aussterben verzeichnet und dies kann bei naiver Deutungsweise falsch ausgelegt werden. Andererseits hat das Vorgehen, Arten nach Ablauf einer bestimmten Zeit nach dem letzten Nachweis als „ausgestorben“ aufzuführen, dazu geführt, dass zahlreiche Arten voreilig als ausgestorben eingestuft, später dann aber doch wiederentdeckt wurden. Zu solchen Wiederentdeckungen verloren geglaubter Arten kam es recht häufig, bei Säugetieren beispielsweise in rund 30 Prozent aller Arten, deren Aussterben bereits behauptet oder vermutet worden war. Diese Wiederentdeckungen bereits als ausgestorben erklärter Arten hatten zur Folge, dass Umweltskeptiker damit Zweifel an einem drohend bevorstehenden Artensterben begründeten. Sie untergruben sowohl potenzielle Umweltschutzmaßnahmen als auch die öffentliche Unterstützung zum Artenschutz. Die fehlerhafte Alarmierung durch Einordnung von Arten als „ausgestorben“, die dann doch wiedergefunden werden, kann somit das Vertrauen der Öffentlichkeit in das Naturschutzmanagement erschüttern.
Da fehlerhafte Einordnungen in die Liste ausgestorbener Arten als eine der möglichen negativen Folgen die Liste selbst in Verruf bringen und – noch brisanter – zum Romeo-Irrtum führen kann, soll der Umgang mit der Kategorisierung von Taxa in der Roten Liste als „ausgestorben“ (EX) oder „ausgestorben in der Natur“ (EW) mit äußerster Vorsicht erfolgen. Aus Sorge vor der Auslösung des Phänomens des Romeo-Irrtums und somit zu seiner Vermeidung folgen Wissenschaftler oder Naturschützer oftmals dem Vorsorgeansatz und sind sehr zurückhaltend damit, eine Art für „ausgestorben“ zu erklären, solange noch eine akzeptable Möglichkeit besteht, dass noch Exemplare der Art existieren. Stattdessen ziehen sie daher die Auflistung in der Kategorie „vom Aussterben bedroht“ (CR) vor. Unter den zahlreichen Fällen, in denen rezente Arten erst nach ihrem Aussterben beschrieben wurden, gibt es in verschiedenen Organismengruppen (wie Pflanzen, Insekten, Säugetiere, Amphibien, Reptilien oder Vögel) auch solche Fälle, bei denen die Autoren die Arten – offenbar aus Sorge vor dem Auslösen eines Romeo-Irrtuma – nicht als ausgestorben erklärten hatten. Die Sorge vor der Auslösung eines Romeo-Irrtums führt zusammen mit der Schwierigkeit im Nachweis des Aussterbens einer Art dazu, dass Listen ausgestorbener Tier- und Pflanzenarten grundsätzlich äußerst konservativ ausgelegt sind. Die Vermeidung von Romeo-Fehlern bei der Zusammenstellung der Roten Liste des IUCN bewirkt selbst bei gut untersuchten Organismengruppen wie Vögeln oder Amphibien eine Unterschätzung der Anzahl ausgestorbener Arten. Insekten, Schnecken und andere Wirbellose wurden jedoch nur zu einem winzigen Bruchteil überhaupt ausgewertet, mit der Folge, dass nur sehr wenige aus der Gesamtheit der wahrscheinlich ausgestorbenen Wirbellosenarten auch als solche gelistet wurden, zumal das Aussterben der meisten Wirbellosen kaum vom Menschen aufspürbar ist. 2016 wurde darauf hingewiesen, dass ein Grund dafür, dass die Anzahl der laut IUCN als ausgestorben aufgeführten Insektenarten geradezu „lächerlich niedrig“ und allgemein die Anzahl der als ausgestorben dokumentierten Wirbellosen scheinbar gering im Vergleich zum tatsächlich vermuteten Erhaltungszustand ausfalle, darin zu sehen sei, dass Wissenschaftler die Deklarierung als „ausgestorben“ nur „ungern“ vornehmen würden, weil eine Nichtexistenz nicht bewiesen werden kann, weil einige bereits als ausgestorben eingestuften Arten später wiederentdeckt wurden und ein vorzeitiges Erklären einer Art für ausgestorben zum Romeo-Irrtum und zur Beendigung sämtlicher Erhaltungsbemühungen führen kann.
Eine zu konservative Handhabung der Listen ausgestorbener Arten kann jedoch wiederum hinderliche Auswirkungen auf das Verständnis der Öffentlichkeit für das Ausmaß der Artensterben-Krise der Gegenwart haben. Der in der Regel konservative Charakter der Roten Listen führt auch dazu, dass verloren gegangene Arten oftmals noch Jahrzehnte nach der letzten Sichtung nicht offiziell als ausgestorben aufgeführt werden.

### Lösungsansatz: „vom Aussterben bedroht“ mit dem Tag „möglicherweise ausgestorben“
Beide gegensätzliche Fehlerarten, also sowohl das Auflisten noch existierender Arten als ausgestorben einerseits, als auch das fehlende Auflisten ausgestorbener Arten als eben solche andererseits, bringen gegenüber einer korrekten Auflistung Nachteile mit sich. Um dieses Problem zu beheben, definierten Butchart und andere (2006) die Kennzeichnung „Möglicherweise ausgestorben“ (englisch: „Possibly extinct“) für als CR („vom Aussterben gefährdet“) aufgeführte Arten als aufgrund der Gesamtheit der Beweise wahrscheinlich ausgestorbene Arten, für die aber noch eine geringe Chance einer Fortexistenz bestehe und die daher nicht als ausgestorben aufgeführt werden sollten, bis die jeweilige Art bei angemessenen Untersuchungen nicht gefunden werden konnte und lokale oder unbestätigte Berichte von ihrer Existenz widerlegt seien:

“We defined ‘Possibly Extinct’ species as those that are, on the balance of evidence, likely to be extinct, but for which there is a small chance that they may be extant and thus should not be listed as Extinct until adequate surveys have failed to find the species and local or unconfirmed reports have been discounted. ‘Possibly Extinct in the Wild’ correspondingly applies to such species known to survive in captivity.”

Um zu vermeiden, dass weitere – tatsächlich fortbestehende – Arten für „ausgestorben“ erklärt werden, findet (Stand: 2019) die Praxis Anwendung, eine Art erst dann für ausgestorben zu erklären, wenn nach mehreren Jahrzehnten intensiver Suche „kein begründeter Zweifel“ daran besteht, dass das letzte Individuum gestorben ist (IUCN, 2012):

“A taxon is Extinct when there is no reasonable doubt that the last individual has died. A taxon is presumed Extinct when exhaustive surveys in known and/or expected habitat, at appropriate times (diurnal, seasonal, annual), throughout its historic range have failed to record an individual. Surveys should be over a time frame appropriate to the taxon’s life cycle and life form.”

Um festzustellen, ob das letzte Individuum einer Art ohne Zweifel gestorben ist, wird eine Untersuchung des historischen Lebensraums der Art für eine dem Lebenszyklus der Art entsprechende Dauer vorgenommen, ab dem Zeitpunkt der letzten Beobachtung. Daraus resultiert, dass zwischen dem Aussterben einer Art und ihrer offiziellen Einstufung als „ausgestorben“ eine verhältnismäßig lange Zeitspanne liegen kann. Dies hat aus Sicht des Naturschutzes einerseits den erwünschten Effekt hat, dass die Hoffnung zur Arterhaltung nicht zu früh aufgegeben wird, andererseits aber auch den unerwünschten Effekt, dass das Ausmaß des Artensterbens möglicherweise unterschätzt wird.
Eine Art, die dieser Praxis folgend nicht für „ausgestorben“ erklärt wurde, obwohl ihr letztes Individuum möglicherweise schon vor langer Zeit gestorben ist, ist beispielsweise Aroegas nigroornatus, eine Art aus der Familie der Laubheuschrecken, die nur von ihrem, für die Erstbeschreibung von 1916 verwendeten männlichen Holotypus unbekannten Sammlungsdatums bekannt war und von der IUCN 2014 offiziell als „vom Aussterben bedroht“ eingestuft wurde.
Wenn nun ein Taxon auf Grundlage der verfügbaren Beweise wahrscheinlich ausgestorben ist, aber noch eine geringe Wahrscheinlichkeit besteht, dass es noch existiert, kann es mit dem Tag „möglicherweise ausgestorben“ (englisch: Possibly Extinct, kurz: „CR PE“) gekennzeichnet werden. Nur wenn ausreichende Untersuchungen in der richtigen Jahreszeit, über einen auf die Ökologie des Taxons ausgerichteten Zeitraum hinweg und in einem ihrem natürlichen Verbreitungsgebiet ähnelnden Habitat erfolglos verlaufen und nicht zum Nachweis des Taxons führen, kann das Taxon als ausgestorben (Exctinct) eingestuft werden.

#### Einführung und Anwendung
Zur Vermeidung von Romeo-Irrtümern sowie aufgrund des Umstands, dass viele betroffene Arten in schwer zugänglichen Regionen leben, tendieren Wissenschaftler häufig zu einer Formulierung, die die Arten als „möglicherweise“ oder „wahrscheinlich“ verloren bezeichnet und noch Raum für Hoffnung zur Arterhaltung lässt.
Birdlife International verwendet eine eigene Kategorie Possibly Extinct („Möglicherweise ausgestorben“) und auch die IUCN kennzeichnet einige „vom Aussterben bedroht“ bedrohte Arten im Text ihrer Artenberichte als Possibly Extinct. Aufgrund der bedeutenden Implikationen für den Naturschutz bei der Entscheidung, ob eine Art als stark gefährdet oder als vermutlich ausgestorben kategorisiert wird, wurde ein eigenes Kriterium „(möglicherweise ausgestorben)“ innerhalb der Kategorie „vom Aussterben bedroht“ im System der Rote-Liste-Gefährdungsstufen des IUCN für Arten, für deren endgültige Auslöschung es vernünftige, aber unvollständige Belege gibt, vorgeschlagen (Butchart und andere, 2006), das später als Kennzeichen in das IUCN-System eingebunden wurde. Unter der Bezeichnung englisch critically endangered (possibly extinct) ‚vom Aussterben bedroht (möglicherweise ausgestorben)‘ wurde ein Tag vom IUCN geschaffen, das für „vom Aussterben bedrohte Arten, die aller Wahrscheinlichkeit nach ausgestorben sind, bei denen jedoch eine geringe Wahrscheinlichkeit besteht, dass sie noch vorhanden sind“ angewendet wird.
Mit der Aufnahme der Statuskategorie „vom Aussterben bedroht“ mit dem Tag „(möglicherweise ausgestorben)“ trugen die IUCN dem Umstand Rechnung, dass das Aussterben selbst bei den bekanntesten Taxa nur schwer nachweisbar ist und einen angemessenen Suchaufwand erfordert. Die IUCN erkannte in ihren Richtlinien der Rote-Liste-Kategorien ausdrücklich an, dass sich die scharfe Trennung zwischen den IUCN-Kategorien „vom Aussterben bedroht“ und „ausgestorben“ aufgrund des durch vorzeitige Einordnungen als „ausgestorben“ auslösbaren Romeo-Irrtums (im Sinne von Collar, 1998) als problematisch erwiesen hatte. Wörtlich heißt es in den IUCN-Richtlinien nach der im Jahr 2008 vorgenommenen Anpassung der IUCN-Kategorisierung durch Einführung des qualifizierenden Tags, das zur Lösung des Problems die Bezeichnung von Taxa mit dem unbestimmten Status als „vom Aussterben bedroht (möglicherweise ausgestorben)“ ermöglicht:

“Critically Endangered (possibly extinct) taxa are those that are, on the balance of evidence, likely to be extinct, but for which there is a small chance that they may be extant. Hence they should not be listed as Extinct until adequate surveys have failed to record the species and local or unconfirmed reports have been investigated and discounted.”

Zusätzlich schuf der IUCN auch in analoger Weise ein Tag „(möglicherweise ausgestorben in der Natur)“ für solche Arten, von denen bekannt ist, dass sie in Gefangenschaft überleben. Die IUCN-Richtlinien mit Stand von 2019 nahmen in Section 11 neue Richtlinien auf, nach denen zur Vermeidung des Romeo-Irrtums eine Art nicht als „ausgestorben“ (EX) oder „ausgestorben in der Natur“ (EW) aufgeführt werden soll, solange eine akzeptable Möglichkeit besteht, dass noch Exemplare der Art existieren:

“The category of Extinct is used when ‘there is no reasonable doubt that the last individual has died’. However, extinction—the disappearance of the last individual of a species— is very difficult to detect. Listing of a species as Extinct requires that exhaustive surveys have been undertaken in all known or likely habitat throughout its historic range, at appropriate times (diurnal, seasonal, annual) and over a timeframe appropriate to its life cycle and life form. Listing as Extinct has significant conservation implications, because protective measures and conservation funding are usually not targeted at species believed to be extinct. Therefore, a species should not be listed in the Extinct (EX) or Extinct in the Wild (EW) categories if there is any reasonable possibility that they may still be extant, in order to avoid the ‘Romeo Error’ (Collar, 1998), where any protective measures and funding are removed from threatened species in the mistaken belief that they are already extinct.”

BirdLife International (vormals ICBP) verwendet daher als Kompromiss eine Kennzeichnung als „möglicherweise ausgestorben“ für solche Vogelarten, die auf Grundlage von verfügbaren Belegen und nach objektiven Kriterien wahrscheinlich ausgestorben sind, für die jedoch eine geringe Chance besteht, dass sie noch existieren.

#### Beispiele der Einstufung zur Vermeidung des Romeo-Irrtums
2020 führte die IUCN in der Roten Liste fast 1000 Taxa als „möglicherweise ausgestorben“ oder „möglicherweise ausgestorben in der Natur“ auf.
Ein Beispiel für diesen Ansatz zur Einordnung als „möglicherweise ausgestorben“ – Critically Endangered (Possibly Extinct) – ist der durch Lebensraumverlust und Bejagung im Bestand bedrohte Kaiserspecht, für den seit 1956 kein Nachweis mehr vorliegt, für dessen Existenz aber aus den 1990er Jahren anekdotische Berichte vorliegen und dessen Aussterben nicht vorausgesetzt werden kann, da unbekannt ist, inwieweit Exemplare der Art sich regenerierende Waldflächen nutzen können.
Weitere Beispiele von jahrzehntelang nicht mehr nachgewiesenen Vogelarten, die 2018 jedoch zur Vermeidung des Romeo-Effektes zur Einstufung als „möglicherweise ausgestorben“ vorgeschlagen und 2019 in diese IUCN-Rote-Liste-Kategorie eingestuft wurden, sind der 1913 anhand von vor 1860 gesammelten Material letztmals sicher nachgewiesene Diademzierlori (Charmosyna diadema), der 1939 letztmals nachgewiesene und vermutlich um 1944 ausgestorbene Javakiebitz (Vanellus macropterus), der vermutlich um 1998 ausgestorbene Türkisara (Anodorhynchus glaucus) und der erst 2002 als eigene Art beschriebene und vermutlich bereits 2001 ausgestorbene Pernambuco-Zwergkauz (Glaucidium mooreorum).
Beispiele für weitere Vogelarten, die ausgestorben sind, aber aus Sorge vor Auslösung eines Romeo-Irrtums als „möglicherweise ausgestorben“ aufgeführt wurden, sind der 1963 letztmals zuverlässig gesichtete, vermutlich Ende des 20. Jahrhunderts ausgestorbene, aber 2021 offiziell als „möglicherweise ausgestorben“ eingestufte Eskimobrachvogel (Numenius borealis) und der seit 1988 nicht mehr belastbar gesichtete, bereits 2010 als ausgestorben eingeschätzte, aber 2020 offiziell als „möglicherweise ausgestorben“ eingestufte Gelbstirn-Waldsänger (Vermivora bachmanii), für den die US-amerikanische Regierung 2021 vorgeschlagen hat, ihn als ausgestorben zu betrachten.
Ein Beispiel für Arten aus der Pflanzenwelt, die zur Vermeidung der Erzeugung von Lazarus-Arten bisher nicht für „ausgestorben“ erklärt, sondern lediglich als „vom Aussterben bedroht“ eingestuft wurden, obwohl das letzte Exemplar der Art möglicherweise schon vor langer Zeit gestorben ist, ist die zur Familie der Sauergrasgewächse gehörende Zypergräserart Cyperus chionocephalus in Äthiopien, die nur von zwei 1937 und 1939 gesammelten Exemplaren bekannt ist und der ebenfalls das Tag „(möglicherweise ausgestorben)“ zugewiesen wurde.

#### Mögliche Einschränkungen und Gefahren
Der Fall des Sansibar-Leopards (Panthera pardus adersi) kann als Hinweis darauf gedeutet werden, dass die Verwendung des Tags „(möglicherweise ausgestorben)“ in der Roten Liste nicht in jedem Fall sicherstellt, das Auslösen des Romeo-Irrtums zu vermeiden, da nicht nur die ausdrückliche Verkündung des endgültig erfolgten Aussterbens, sondern auch bereits die Aussage, dass das Aussterben mit ziemlicher Sicherheit eintreffen wird (in der Fachliteratur auch als Going or Gone betitelt) ausreichen kann, der Hoffnung und Finanzierung für die Erhaltung des Taxons ein Ende zu bereiten. Denn einige Fachleute sehen oder sahen die Kategorie „vom Aussterben bedroht“ mit dem Tag „(möglicherweise ausgestorben)“ zwar als die für den Sansibar-Leopard wohl angemessenste Einstufung an. Doch hatte eine pessimistische wissenschaftliche Veröffentlichung (Stuart & Stuart, 1997) weiteres wissenschaftliches und naturschützerisches Engagement verhindert, obwohl darin das Überleben des Sansibar-Leoparden nicht ausgeschlossen, sondern lediglich die Einschätzung geäußert worden war, dass der Sansibar-Leopard mittlerweile auf Sansibar entweder ausgestorben oder allenfalls in so geringer Anzahl vorhanden sei, dass es kaum oder gar keine Hoffnung für Aktionen zu seiner Rettung in der Wildbahn gebe.
Die zur Vermeidung des Romeo-Irrtums vorgenommene Einstufung als „möglicherweise ausgestorben“ für Arten, bei denen man nur mit geringer Wahrscheinlichkeit mit dem Überleben von einigen Exemplaren rechnet, birgt die Gefahr, dass erfolglos erhebliche Mittel für ihren erhofften Wiederfund aufgewendet werden.
Während also eine voreilige Aufführung einer Art als „ausgestorben“ vor ihrem tatsächlichen Aussterben im Sinne des Romeo-Irrtums zum Unterlassen ihrer Rettung durch verfrühte Beendigung der Schutzbemühungen führen kann und im Naturschutz tätigen Biologen große Sorgen bereitet, kann andererseits das Unterlassen der Aufführung einer Art als „ausgestorben“ (also eine zu konservative Handhabung der Listen ausgestorbener Arten) dazu führen, dass bedeutende Ressourcen für eine vergebliche Hoffnung (also auf Rettung von Arten mit zu geringen Chancen auf Wiederentdeckung) vergeudet werden, die zur Rettung anderer Objekte wie weiterhin schützenswerte Arten hätten verwendet werden können, zumal währenddessen die meisten vermissten Arten keine Aufmerksamkeit erhalten.
Ökologen stehen zudem im Falle der Entdeckung einer lange verschollen gebliebenen Art häufig vor dem Dilemma, dass die Bekanntmachung der Entdeckung zwar eine verstärkte Mobilisierung der öffentlichen Unterstützung für den Schutz der Art ermöglicht, gleichzeitig aber auch dadurch Wilderer auf die Art aufmerksam werden können, die somit in einen selbstverstärkenden Prozess des Aussterbens geraten kann, wenn jede Tötung eines Individuums den Schwarzmarktwert der verbleibenden Tiere und damit den Anreiz zum Wildern erhöht – wie etwa im Falle des Java-Nashorns (Rhinoceros sondaicus). Neben Wilderern könnte die Bekanntgabe der Entdeckung oder Wiederentdeckung einer Tierart auch sonstige Menschen regelrecht „touristisch“ anziehen, die das seltene Tier im natürlichen Lebensraum betrachten, für Selfie-Aufnahmen verwenden oder als illegales Sammelobjekt mit nach Hause nehmen wollen. So stellt etwa bei wiederentdeckten Insektenarten – wie beispielsweise der Linsenfliege (Thyreophora cynophila) – der wahllose Fang durch Insektensammler eine der Hauptbedrohungen dar, so dass Schutzmaßnahmen wie Beschränkungen oder Verbote ihres Fangs Vorrang haben sollten. Damit entdeckte oder wiederentdeckte Arten geschützt werden können und beispielsweise die Plünderung der Brutplätze einer Schildkrötenart verhindert wird, kam es daher zu einer Anpassung wissenschaftlicher Standards, indem der Fundort in der Forschung – im Gegensatz zum Vorgehen in früheren Zeiten – nicht mehr angegeben wird.